# قلقل دغيلي
قلقل دغيلي (الاسم العلمي:Abrus fruticulosus) هو نوع من النباتات يتبع جنس القلقل من الفصيلة البقولية.